# Kuba na Letnich Igrzyskach Olimpijskich 2020
Kuba na Letnich Igrzyskach Olimpijskich 2020 – występ kadry sportowców reprezentujących Kubę na igrzyskach olimpijskich, które odbyły się w Tokio w Japonii, w dniach 23 lipca – 8 sierpnia 2021 roku.
Reprezentacja Kuby liczyła 69 zawodników (33 kobiety i 36 mężczyzn), którzy wystąpili w 15 dyscyplinach. To 21. z kolei udział tego kraju w letnich igrzyskach.

## Zdobyte medale
| Medal  | Zawodnik                       | Dyscyplina    | Konkurencja                                 | Rezultat                                                            | Data       |
| ------ | ------------------------------ | ------------- | ------------------------------------------- | ------------------------------------------------------------------- | ---------- |
| Złoto  | Luis Orta                      | Zapasy        | kategoria do 60 kg mężczyzn styl klasyczny  | W finale pokonał reprezentanta Japonii Ken’ichirō Fumita            | 2 sierpnia |
| Złoto  | Mijaín López                   | Zapasy        | kategoria do 130 kg mężczyzn styl klasyczny | W finale pokonał reprezentanta Gruzji Iakobi Kadżaia                | 2 sierpnia |
| Złoto  | Serguey Torres, Fernando Jorge | Kajakarstwo   | C-2 1000 m mężczyzn                         | 3:24,995                                                            | 3 sierpnia |
| Złoto  | Roniel Iglesias                | Boks          | waga półśrednia mężczyzn                    | W finale pokonał reprezentanta Wielkiej Brytanii Pat McCormack      | 3 sierpnia |
| Złoto  | Arlen López                    | Boks          | waga półciężka mężczyzn                     | W finale pokonał reprezentanta WIelkiej Brytanii Benjamin Whittaker | 4 sierpnia |
| Złoto  | Julio César La Cruz            | Boks          | waga ciężka mężczyzn                        | W finale pokonał reprezentanta ROC Muslima Gadżimagomedowa          | 6 sierpnia |
| Złoto  | Andy Cruz                      | Boks          | waga lekka mężczyzn                         | W finale pokonał reprezentanta Stanów Zjednoczonych Keyshawn Davis  | 8 sierpnia |
| Srebro | Idalys Ortíz                   | Judo          | kategoria +78 kg kobiet                     | W finale uległa reprezentantce Japonii Akira Sone                   | 30 lipca   |
| Srebro | Juan Miguel Echevarría         | Lekkoatletyka | skok w dal mężczyzn                         | 8,41 m                                                              | 2 sierpnia |
| Srebro | Leuris Pupo                    | Strzelectwo   | pistolet szybkostrzelny mężczyzn            | 29 pkt                                                              | 2 sierpnia |
| Brąz   | Rafael Alba                    | Taekwondo     | +80 kg                                      | przeciwnik w walce o brąz - Chińczyk Sun Hongyi: W 5-4              | 27 lipca   |
| Brąz   | Maykel Massó                   | Lekkoatletyka | skok w dal mężczyzn                         | 8,21 m                                                              | 2 sierpnia |
| Brąz   | Yaimé Pérez                    | Lekkoatletyka | rzut dyskiem kobiet                         | 65,72 m                                                             | 2 sierpnia |
| Brąz   | Lázaro Álvarez                 | Boks          | waga piórkowa mężczyzn                      | W półfinale uległ reprezentantowi ROC Albertowi Batyrgazijewowi     | 2 sierpnia |
| Brąz   | Reineris Salas                 | Zapasy        | kategoria do 97 kg mężczyzn styl wolny      | W pojedynku o brązowy medal pokonał Azerbejdżanu Şərif Şərifov      | 7 sierpnia |

## Skład kadry

### Boks
| Zawodnik            | Konkurencja               | 1/16             | 1/8              | Ćwierćfinał       | Półfinał           | Finał                 | Finał   | Źródło |
| Zawodnik            | Konkurencja               | Przeciwnik Wynik | Przeciwnik Wynik | Przeciwnik Wynik  | Przeciwnik Wynik   | Przeciwnik Wynik      | Miejsce | Źródło |
| ------------------- | ------------------------- | ---------------- | ---------------- | ----------------- | ------------------ | --------------------- | ------- | ------ |
| Yosvany Veitía      | waga musza mężczyzn       | Bye              | Tetteh W 5-0     | Yafai P 1-4       | NQ                 | NQ                    | 5.      | [ 1 ]  |
| Lázaro Álvarez      | waga piórkowa mężczyzn    | Bye              | Shahbakhsh W RSC | Butdee W 3-2      | Batyrgazijew P 2-3 | NQ                    | brąz    | [ 2 ]  |
| Andy Cruz           | waga lekka mężczyzn       | Bye              | McCormack W 5-0  | de Oliveira W 4-1 | Garside W 5-0      | Davis W 4-1           | złoto   | [ 3 ]  |
| Roniel Iglesias     | waga półśrednia mężczyzn  | Bye              | Okazawa W 3-2    | Johnson W 5-0     | Zamkowoj W 5-0     | McCormack W 5-0       | złoto   | [ 4 ]  |
| Arlen López         | waga półciężka mężczyzn   | Bye              | Houmri W 5-0     | Romero W 5-0      | Alfonso W 5-0      | Whittaker W 4-1       | złoto   | [ 5 ]  |
| Julio César La Cruz | waga ciężka mężczyzn      | Bye              | Ochola W 5-0     | Reyes W 4-1       | Teixeira W 4-1     | Gadżymagomiedow W 5-0 | złoto   | [ 6 ]  |
| Dainier Peró        | waga superciężka mężczyzn | Bye              | Salcedo W 5-0    | Torrez P 1-4      | NQ                 | NQ                    | 5.      | [ 7 ]  |

### Gimnastyka
| Zawodniczka    | Konkurencja | Kwalifikacje | Kwalifikacje | Finał  | Finał   | Źródło |
| Zawodniczka    | Konkurencja | Punkty       | Pozycja      | Punkty | Pozycja | Źródło |
| -------------- | ----------- | ------------ | ------------ | ------ | ------- | ------ |
| Marcia Videaux | skoki       | 13,499       | 16.          | NQ     | NQ      | [ 8 ]  |

### Judo
| Zawodnik                  | Konkurencja | 1/16                | 1/8                 | Ćwierćfinał         | Półfinał            | Repasaże            | Finał / 3.miejsce   | Finał / 3.miejsce | Źródła |
| Zawodnik                  | Konkurencja | Przeciwniczka Wynik | Przeciwniczka Wynik | Przeciwniczka Wynik | Przeciwniczka Wynik | Przeciwniczka Wynik | Przeciwniczka Wynik | Pozycja           | Źródła |
| ------------------------- | ----------- | ------------------- | ------------------- | ------------------- | ------------------- | ------------------- | ------------------- | ----------------- | ------ |
| Magdiel Estrada           | -73 kg (m)  | Sterpu P 00-10      | NQ                  | NQ                  | NQ                  | NQ                  | NQ                  | 17.               | [ 9 ]  |
| Iván Felipe Silva Morales | -90 kg (m)  | Žgank P 00-10       | NQ                  | NQ                  | NQ                  | NQ                  | NQ                  | 17.               | [ 10 ] |
| Andy Granda               | +100 kg (m) | Rakhimov P 00-01    | NQ                  | NQ                  | NQ                  | NQ                  | NQ                  | 17.               | [ 11 ] |
| Maylín del Toro Carvajal  | -63 kg (k)  | Dahouk · W 10-00    | Barrios P 00-10     | NQ                  | NQ                  | NQ                  | NQ                  | 9.                | [ 12 ] |
| Kaliema Antomarchi        | -78 kg (k)  | Bye                 | Prodan W 01-00      | Malonga P 01-11     | NQ                  | Steenhuis W 10-00   | Wagner P 00-01      | 5.                | [ 13 ] |
| Idalys Ortíz              | +78 kg (k)  | Bye                 | Nunes W 01-00       | Xu Shiyan W 10-00   | Dicko W 01-00       | N/A                 | Sone P 00-10        | srebro            | [ 14 ] |

### Kajakarstwo
| Zawodnik                          | Konkurencja    | Eliminacje | Eliminacje | Ćwierćfinały | Ćwierćfinały | Półfinały | Półfinały | Finał A/B | Finał A/B  | Pozycja | Źródło |
| Zawodnik                          | Konkurencja    | Czas       | Pozycja    | Czas         | Pozycja      | Czas      | Pozycja   | Czas      | Pozycja    | Pozycja | Źródło |
| --------------------------------- | -------------- | ---------- | ---------- | ------------ | ------------ | --------- | --------- | --------- | ---------- | ------- | ------ |
| José Ramón Pelier                 | C-1 1000 m (m) | 4:06,343   | 2.         | N/A          | N/A          | 4:09,696  | 6.        | 4:02,915  | 1. Finał B | 9.      | [ 15 ] |
| Fernando Jorge                    | C-1 1000 m (m) | 4:04,378   | 1.         | N/A          | N/A          | 4:04,725  | 4.        | 4:13,918  | 7. Finał A | 7.      | [ 15 ] |
| Serguey Torres Fernando Jorge     | C-2 1000 m (m) | 3:39,028   | 2.         | N/A          | N/A          | 3:27,102  | 2.        | 3:24,995  | 1. Finał A | złoto   | [ 15 ] |
| Katherin Nuevo                    | C-1 200 m (k)  | 46,533     | 2.         | N/A          | N/A          | 49,242    | 8.        | 49,024    | 8. Finał B | 16.     | [ 15 ] |
| Yarisleidis Cirilo                | C-1 200 m (k)  | 47,267     | 2.         | N/A          | N/A          | 48,375    | 6.        | 48,582    | 4. Finał B | 12.     | [ 15 ] |
| Yarisleidis Cirilo Katherin Nuevo | C-2 500 m (k)  | 2:03,229   | 3.         | 2:03,282     | 1.           | 2:03,655  | 2.        | 2:01,623  | 6. Finał A | 6.      | [ 15 ] |

### Kolarstwo
| Zawodnik       | Konkurencja                    | Czas    | Pozycja | Źródło |
| -------------- | ------------------------------ | ------- | ------- | ------ |
| Arlenis Sierra | wyścig ze startu wspólnego (k) | 3:59:47 | 34.     | [ 16 ] |

### Lekkoatletyka
Konkurencje biegowe
| Zawodnik                                                          | Konkurencja            | Eliminacje | Eliminacje | Półfinał | Półfinał | Finał   | Finał   | Źródło |
| Zawodnik                                                          | Konkurencja            | Wynik      | Miejsce    | Wynik    | Miejsce  | Wynik   | Miejsce | Źródło |
| ----------------------------------------------------------------- | ---------------------- | ---------- | ---------- | -------- | -------- | ------- | ------- | ------ |
| Roxana Gómez                                                      | 400 m (k)              | 50,76 =    | 2.         | 49,71    | 3.       | DNF     | DNF     | [ 17 ] |
| Rose Mary Almanza                                                 | 800 m (k)              | 2:00,71    | 1.         | 1:59,65  | 4.       | NQ      | NQ      | [ 18 ] |
| Zurian Hechavarría                                                | 400 m przez płotki(k)  | 54,99      | 5.         | 55,21    | 4.       | NQ      | NQ      | [ 19 ] |
| Zurian Hechavarría Rose Mary Almanza Sahily Diago Lisneidy Veitía | sztafeta 4 × 400 m (k) | 3:24,04    | 2.         | N/A      | N/A      | 3:26,92 | 8.      | [ 20 ] |

Konkurencje techniczne
| Zawodnik               | Konkurencja       | Kwalifikacje | Kwalifikacje | Finał | Finał   | Źródło |
| Zawodnik               | Konkurencja       | Wynik        | Miejsce      | Wynik | Miejsce | Źródło |
| ---------------------- | ----------------- | ------------ | ------------ | ----- | ------- | ------ |
| Juan Miguel Echevarría | skok w dal (m)    | 8,50         | 1.           | 8,41  | srebro  | [ 21 ] |
| Maykel Massó           | skok w dal (m)    | 8,07         | 7.           | 8,21  | brąz    | [ 21 ] |
| Lester Lescay          | skok w dal (m)    | 7,69         | 24.          | NQ    | NQ      | [ 21 ] |
| Cristian Nápoles       | trójskok (m)      | 17,08        | 4.           | 16,63 | 10.     | [ 22 ] |
| Andy Díaz              | trójskok (m)      | DNS          | DNS          | DNS   | DNS     | [ 22 ] |
| Luis Zayas             | skok wzwyż (m)    | 2,17         | 26.          | NQ    | NQ      | [ 23 ] |
| Yarisley Silva         | skok o tyczce (k) | 4,55         | 8.           | 4,50  | 8.      | [ 24 ] |
| Yaimé Pérez            | rzut dyskiem (k)  | 63,18        | 7.           | 65,72 | brąz    | [ 25 ] |
| Denia Caballero        | rzut dyskiem (k)  | 57,96        | 23.          | NQ    | NQ      | [ 25 ] |
| Liadagmis Povea        | trójskok (k)      | 14,50        | 5.           |       |         | [ 26 ] |
| Davisleydi Velazco     | trójskok (k)      | 14,14        | 15.          | NQ    | NQ      | [ 26 ] |
| Leyanis Pérez          | trójskok (k)      | DNS          | DNS          | DNS   | DNS     | [ 26 ] |

Wieloboje
Siedmiobój
| Zawodnik           | Konkurencja | 100 m | HJ  | SP  | 200 m | LJ  | JT  | 800 m | Razem | Pozycja | Źródło |
| ------------------ | ----------- | ----- | --- | --- | ----- | --- | --- | ----- | ----- | ------- | ------ |
| Yorgelis Rodríguez | Rezultat    | DNF   | DNS | DNS | DNS   | DNS | DNS | DNS   | DNF   | DNF     | [ 27 ] |
| Yorgelis Rodríguez | Punkty      | 0     | DNS | DNS | DNS   | DNS | DNS | DNS   | DNF   | DNF     | [ 27 ] |

### Pięciobój nowoczesny
| Zawodnik    | Konkurencja | Szermierka      | Szermierka | Szermierka | Pływanie | Pływanie | Pływanie | Jazda konna | Jazda konna | Kombinacja: strzelanie/bieg przełajowy | Kombinacja: strzelanie/bieg przełajowy | Kombinacja: strzelanie/bieg przełajowy | Suma punktów | Pozycja | Źródło |
| Zawodnik    | Konkurencja | Wynik (wygrane) | M.         | Punkty     | Czas     | M.       | Punkty   | M.          | Punkty      | Czas                                   | M.                                     | Punkty                                 | Suma punktów | Pozycja | Źródło |
| ----------- | ----------- | --------------- | ---------- | ---------- | -------- | -------- | -------- | ----------- | ----------- | -------------------------------------- | -------------------------------------- | -------------------------------------- | ------------ | ------- | ------ |
| Leydi Moya  | kobiety     | 14              | 26.        | 191        | 2:17,96  | 29.      | 275      | 15.         | 291         | 13:16,65                               | 30.                                    | 504                                    | 1261         | 26.     | [ 28 ] |
| Lester Ders | mężczyźni   | 10              | 34.        | 160        | 2:01,45  | 15.      | 308      | EL          | 0           | 11:46,41                               | 28.                                    | 594                                    | 1062         | 36.     | [ 29 ] |

### Pływanie
| Zawodnik         | Konkurencja          | Eliminacje | Eliminacje | Półfinał | Półfinał | Finał | Finał   | Źródło |
| Zawodnik         | Konkurencja          | Czas       | Miejsce    | Czas     | Miejsce  | Czas  | Miejsce | Źródło |
| ---------------- | -------------------- | ---------- | ---------- | -------- | -------- | ----- | ------- | ------ |
| Luis Vega Torres | 200 m motylkowym (m) | 1:59,00    | 31.        | NQ       | NQ       | NQ    | NQ      | [ 30 ] |
| Luis Vega Torres | 400 m zmiennym (m)   | 4:27,65    | 29.        | N/A      | N/A      | NQ    | NQ      | [ 31 ] |
| Elisbet Gámez    | 200 m dowolnym (k)   | 2:00,56    | 23.        | NQ       | NQ       | NQ    | NQ      | [ 32 ] |

### Podnoszenie ciężarów
| Zawodnik           | Konkurencja     | Rwanie | Rwanie  | Podrzut | Podrzut | Razem  | Pozycja | Źródło |
| Zawodnik           | Konkurencja     | Wynik  | Pozycja | Wynik   | Pozycja | Razem  | Pozycja | Źródło |
| ------------------ | --------------- | ------ | ------- | ------- | ------- | ------ | ------- | ------ |
| Olfides Sáez       | -96 kg mężczyzn | 156 kg | 11.     | 203 kg  | 7.      | 359 kg | 9.      | [ 33 ] |
| Ludia Montero      | -49 kg kobiet   | 82 kg  | 5.      | 96 kg   | 7.      | 178 kg | 6.      | [ 33 ] |
| Marina Rodríguez   | -64 kg kobiet   | 98 kg  | 11.     | 123 kg  | 6.      | 221 kg | 8.      | [ 33 ] |
| Eyurkenia Duverger | +87 kg kobiet   | 96 kg  | 10.     | 129 kg  | 8.      | 225 kg | 9.      | [ 33 ] |

### Siatkówka plażowa
| Zawodnik                           | Konkurencja | Faza grupowa                        | Faza grupowa                             | Faza grupowa                           | Pozycja | Plat-off                       | 1/8                              | Ćwierćfinały     | Półfinały        | Finał            | Finał   | Źródło |
| Zawodnik                           | Konkurencja | Przeciwnik Wynik                    | Przeciwnik Wynik                         | Przeciwnik Wynik                       | Pozycja | Przeciwnik Wynik               | Przeciwnik Wynik                 | Przeciwnik Wynik | Przeciwnik Wynik | Przeciwnik Wynik | Pozycja | Źródło |
| ---------------------------------- | ----------- | ----------------------------------- | ---------------------------------------- | -------------------------------------- | ------- | ------------------------------ | -------------------------------- | ---------------- | ---------------- | ---------------- | ------- | ------ |
| Lidianny Echevarría Leila Martínez | kobiet      | del Solar Clancy 0:2 (15:21, 14:21) | Makroguzowa Chołomina 0:2 (16:21, 11:21) | Menegatti Orsi Toth 2:0 (21:16, 21:16) | 3.      | Stam Schoon 2:0 (21:17, 21:17) | Ross Klineman 0:2 (17:21, 15:21) | NQ               | NQ               | NQ               | 9.      | [ 34 ] |

### Strzelectwo
| Zawodnik                | Konkurencja                         | Kwalifikacje | Kwalifikacje | Finał | Finał   | Źródło        |
| Zawodnik                | Konkurencja                         | Wynik        | Pozycja      | Wynik | Pozycja | Źródło        |
| ----------------------- | ----------------------------------- | ------------ | ------------ | ----- | ------- | ------------- |
| Eglys Yahima de la Cruz | karabin pneumatyczny (k)            | 620,5        | 37.          | NQ    | NQ      | [ 35 ]        |
| Eglys Yahima de la Cruz | karabin małokalibrowy 3 postawy (k) | 1163-50x     | 23.          | NQ    | NQ      | [ 36 ]        |
| Jorge Grau              | pistolet pneumatyczny (m)           | 574-16x      | 19.          | NQ    | NQ      | [ 37 ]        |
| Leuris Pupo             | pistolet szybkostrzelny (m)         | 583-21x      | 5.           | 29    | srebro  | [ 38 ] [ 39 ] |
| Jorge Álvarez           | pistolet szybkostrzelny (m)         | 578-17x      | 12.          | NQ    | NQ      | [ 38 ] [ 39 ] |
| Laina Pérez             | pistolet pneumatyczny (k)           | 567-11x      | 32.          | NQ    | NQ      | [ 40 ]        |
| Laina Pérez             | pistolet sportowy (k)               | 582-17x      | 14.          | NQ    | NQ      | [ 41 ]        |
| Jorge Grau Laina Pérez  | pistolet pneumatyczny (mikst)       | 568-9x       | 14.          | NQ    | NQ      | [ 42 ]        |

### Taekwondo
| Zawodnik    | Konkurencja     | 1/8                | Ćwierćfinał      | Półfinał         | Repesaż          | Finał/3.miejsce  | Finał/3.miejsce | Źródło |
| Zawodnik    | Konkurencja     | Przeciwnik Wynik   | Przeciwnik Wynik | Przeciwnik Wynik | Przeciwnik Wynik | Przeciwnik Wynik | Pozycja         | Źródło |
| ----------- | --------------- | ------------------ | ---------------- | ---------------- | ---------------- | ---------------- | --------------- | ------ |
| Rafael Alba | +80 kg mężczyzn | Georgiewski P 8-11 | NQ               | NQ               | Gbané W 8-2      | Sun Hongyi W 5-4 | brąz            | [ 43 ] |

### Tenis stołowy
| Zawodnik                     | Konkurencja        | Eliminacje          | Runda 1          | Runda 2          | Runda 3          | 1/8 finału            | Ćwierćfinały     | Półfinały        | Finał            | Finał   | Źródło |
| Zawodnik                     | Konkurencja        | Przeciwnik Wynik    | Przeciwnik Wynik | Przeciwnik Wynik | Przeciwnik Wynik | Przeciwnik Wynik      | Przeciwnik Wynik | Przeciwnik Wynik | Przeciwnik Wynik | Pozycja | Źródło |
| ---------------------------- | ------------------ | ------------------- | ---------------- | ---------------- | ---------------- | --------------------- | ---------------- | ---------------- | ---------------- | ------- | ------ |
| Daniela Fonseca              | gra pojedyncza (k) | Jian Fang Lay P 0-4 | NQ               | NQ               | NQ               | NQ                    | NQ               | NQ               | NQ               | 65.     | [ 44 ] |
| Jorge Campos Daniela Fonseca | turniej mieszany   | N/A                 | N/A              | N/A              | N/A              | Franziska Solja P 0-4 | NQ               | NQ               | NQ               | 9.      | [ 45 ] |

### Wioślarstwo
| Zawodnik      | Konkurencja | Eliminacje | Eliminacje | Repasaż | Repasaż | Ćwierćfinały | Ćwierćfinały | Półfinały | Półfinały       | Finał   | Finał      | Miejsce | Źródło |
| Zawodnik      | Konkurencja | Czas       | M.         | Czas    | M.      | Czas         | M.           | Czas      | M.              | Czas    | M.         | Miejsce | Źródło |
| ------------- | ----------- | ---------- | ---------- | ------- | ------- | ------------ | ------------ | --------- | --------------- | ------- | ---------- | ------- | ------ |
| Milena Venega | W1x         | 8:03,00    | 4.         | 8:17,30 | 1.      | 8:25,26      | 5.           | 7:41,18   | 3. Półfinał C/D | 7:47,40 | 5. Finał C | 17.     | [ 46 ] |

### Zapasy
| Zawodnik         | Konkurencja                     | Kwalifikacje     | 1/8                   | Ćwierćfinał      | Półfinał         | Repesaż 1        | Finał            | Finał   | Źródło |
| Zawodnik         | Konkurencja                     | Przeciwnik Wynik | Przeciwnik Wynik      | Przeciwnik Wynik | Przeciwnik Wynik | Przeciwnik Wynik | Przeciwnik Wynik | Pozycja | Źródło |
| ---------------- | ------------------------------- | ---------------- | --------------------- | ---------------- | ---------------- | ---------------- | ---------------- | ------- | ------ |
| Luis Orta        | -60 kg mężczyzn styl klasyczny  | N/A              | Hafizov W 5-0         | Jemielin W 4-3   | Ciobanu W 11-0   | N/A              | Fumita W 5-1     | złoto   | [ 47 ] |
| Ismael Borrero   | -67 kg mężczyzn styl klasyczny  | Bye              | Zoidze P 2-3          | NQ               | NQ               | NQ               | NQ               | 11.     | [ 48 ] |
| Yosvanys Peña    | -77 kg mężczyzn styl klasyczny  | N/A              | Garaji P 3-7          | NQ               | NQ               | NQ               | NQ               | 10.     | [ 49 ] |
| Daniel Grégorich | -87 kg mężczyzn styl klasyczny  | N/A              | Abbasov W 3-1         | Mutawalli P 0-4  | NQ               | NQ               | NQ               | 9.      | [ 50 ] |
| Gabriel Rosillo  | -97 kg mężczyzn styl klasyczny  | N/A              | Savolainen P 1-3      | NQ               | NQ               | NQ               | NQ               | 13.     | [ 51 ] |
| Mijaín López     | -130 kg mężczyzn styl klasyczny | N/A              | Alexuc-Ciurariu W 9-0 | Mirzazade W 8-0  | Kayaalp W 2-0    | N/A              | Kadżaia W 5-0    | złoto   | [ 52 ] |
| Alejandro Valdés | -65 kg mężczyzn styl wolny      | N/A              | Nijazbiekow P 11-21   | NQ               | NQ               | NQ               | NQ               | 10.     | [ 53 ] |
| Geandry Garzón   | -74 kg mężczyzn styl wolny      | N/A              | Kadimagomiedow P 8-12 | NQ               | NQ               | Dake P 0-10      | NQ               | 9.      | [ 54 ] |
| Reineris Salas   | -97 kg mężczyzn styl wolny      | N/A              | Husztyn W 4-3         | Nurov W 6-4      | Sadułajew P 0-4  | N/A              | Şərifov W 3-2    | brąz    | [ 55 ] |
| Yusneylis Guzmán | -50 kg kobiet styl wolny        | N/A              | Sun Yanan P 2-8       | NQ               | NQ               | Liwacz P 0-6     | NQ               | 12.     | [ 56 ] |
| Laura Hérin      | -53 kg kobiet styl wolny        | N/A              | Pang Qianyu P 0-2     | NQ               | NQ               | Winchester P 0-5 | NQ               | 15.     | [ 57 ] |
| Yudaris Sánchez  | -68 kg kobiet styl wolny        | N/A              | Zhou Feng P 2-13      | NQ               | NQ               | NQ               | NQ               | 12.     | [ 58 ] |